# Мањара
Мањара је један од 26 административних региона у Танзанији. Главни град региона је Бабати. Регион се граничи са регионима Аруша и Килиманџаро на северу, са регионом Танга на истоку, са регионом Додома на југу и регионима Сингида и Шињанга на западу. Површина региона је 45 359 km².
Према попису из 2002. године у региону Мањара је живело 1 040 461 становника. 

## Дистрикти
Регион Мањара је административно подељен на 5 дистрикта: Мбулу, Бабати, Хананг, Симанџиро и Китето.